# Sphagnum affine
Esta especie es un tipo de musgo que pasa a turba, que se explota comercialmente.
Al contrario de muchos musgos con su tinte verde, tiene color amarillo.